# لیکوی چاپین
لیکوی چاپین یا لیکوی کوهی چاپین (نام علمی: Turdoides chapini)، گونه‌ای از پرندگان گنجشک‌سان از خانواده Leiothrichidae است. این گونه بومی جمهوری دموکراتیک کنگو است. زیستگاه طبیعی آن جنگل‌های کوهستانی نمناک نیمه‌گرمسیری یا گرمسیری است. نابودی زیستگاه آن را تهدید می‌کند.